# تفجير ضريح العسكريين 2006
تفجير ضريح العسكريين وهي عملية تفجير منظمة حدثت في 22 فبراير 2006 استهدفت ضريح الإمامين علي الهادي والحسن العسكري في سامراء في العراق الذي لهُ قدسية لدى الشيعة؛ وذلك لأنه مرقد الإمامين علي الهادي والحسن العسكري، وقد أدى إلى إشعال الفتنة بين كل من الشيعة والسنة في العراق، حيث كانت بغداد مسرحاً لأعمال التصفية الطائفية من قبل جهات وميليشات مجهولة.

## التفجير
اقتحمت مجموعة من المسلحين في صباح يوم الأربعاء 22 فبراير 2006 مبنى المرقد وقيدوا أفراد شرطة الحماية الخمسة وزرعوا عبوتين ناسفتين تحت قبة الضريح وفجروها بعد ذلك مما أدى إلى انهيار القبة الخاصة بالضريح التي تعتبر واحدة من أكبر قباب العالم الإسلامي بعد لحظات تجمع الآلاف من أهالي مدينة سامراء في الساحة المحيطة بالمرقد وحوله للاحتجاج وهم يحملون عمامة علي الهادي وسيفه ودرعه التي كانت محفوظة في أحد سراديب المرقد ويهتفون وأكد وزير الداخلية العراقي باقر جبر الزبيدي ان قرابة المائة كيلوغرام من المواد المتفجرة استخدمت في التفجير والعملية استمرت حوالى ثلاثة إلى خمسة أيام لتثبيت ونقل المواد المتفجرة ومعداتها إلى داخل المرقد، وفي أعقاب التفجير تعرض العديد من المساجد السنية في بغداد لهجوم من قبل مسلحين شيعة غاضبين على عملية التفجير رغم دعوة المراجع الشيعية إلى ضبط النفس وعدم الانجرار وراء فتنة طائفية

## مظاهر عنف عقب التفجير
عمت مظاهر الغضب مدن جنوب ووسط العراق وخرج الآلاف من الشيعة في تظاهرات احتجاجية على تفجير المرقد وخرجت مليشيا جيش المهدي في مدينة الصدر والسماوة إلى الشوارع وهم يرتدون الملابس السوداء ويحملون الأعلام والرايات ويرددون هتافات منددة بمن وصفوهم بالبعثيين والوهابية والنواصب وكذلك بالاحتلال الأمريكي وكان مقتدى الصدر قد دعا إلى ضبط النفس، وعدم الاعتداء على أي شخص كان، وعدم التعرض لمقدسات الآخرين فيما قامت جماعات مسلحة مجهولة باحراق مساجد سنية وهدمها وحدثت أعمال قتل عشوائي في العاصمة بغداد والمناطق المجاورة لها حيث تم العثور على رفات 47 مدنياً في حفرة بالقرب من بغداد وأفاد ديوان الوقف السني في العراق ان مايقرب من 168 مسجداً سنياً تعرض للهجوم وتم قتل 10 أئمة في المساجد وخطف 15 آخرين في بغداد وافادت جهات أمنية ان حصيلة أعمال العنف بعد التفجير قد تتجاوز 100 قتيل، وبالقرب من سامراء قام مسلحون مجهولون بقتل مراسلة قناة العربية أطوار بهجت مع إثنين من المصورين الذين قصدوا المكان لتغطية الأحداث فيما قام مسلحون يرتدون زي الشرطة بقتل 11 شخص سني في البصرة وفي البصرة أيضاً قام مسلحون بالهجوم على مرقد ومسجد طلحة بن عبيد الله وتم زرع عبوات ناسفة فيهِ ثم قاموا بتفجيرها مما أدى إلى تدمير المرقد بالكامل وحدث فرض حظر تجوال شامل في البصرة وبعض المناطق المجاورة لها وفي البصرة أيضاً قام مسلحون بالهجوم على أحد السجون وأخذوا منه بعض الأشخاص السنة وتم اكتشاف جثثهم لاحقاً وأفادت الجهات الأمنية إنهم تعرضوا للتعذيب وقد حدثت أعمال تهجير قسرية في بعض المناطق وقامت جماعة مسلحة بإطلاق صاروخين على مرقد سلمان الفارسي في المدائن مما تسبب في اضرار بالغة للمرقد
ولقد أستمرت أعمال العنف لما تبقى من عام 2006 حيث وقعت مجزرة في حي الجهاد ببغداد في يوم 9 يوليو 2006م حيث هاجم مسلحون ينتمون إلى جيش المهدي منازل المدنيين من أهل السنة في حي الجهاد وقتلوا ما لايقل عن 50 شخص.
ولقد قالت منظمة الأمم المتحدة في إحصائية رسمية نشرتها لاحقا ان نحو 34000 عراقي قتلوا خلال عام 2006 فقط.

## ردود الفعل
- : أعلن إبراهيم الجعفري رئيس الوزراء العراقي الحداد لثلاث أيام في انحاء العراق داعياً إلى وحدة صف المسلمين[15]
- : اصدر مكتب المرجع الديني الشيعي آية الله العظمى السيد علي السيستاني بياناً استنكارياً للفاجعة معلناً فيه الحداد العام لسبعة أيام ودعا فيه إلى ضبط النفس وعدم اتخاذ أي اجراءات تؤدي إلى وقوع الفتنة الطائفية التي يريدها من نفذ التفجير واضاف ان الحكومة ان كانت غير قادرة على وقف استهداف الأماكن المقدسة فلتتركها للمؤمنين على حد وصفه[16]
- : اصدر مكتب المرجع الديني الشيعي آية الله العظمى الشيخ محمد اسحاق الفياض بياناً استنكر هذه الفاجعة المروعة وانتهاك حرمة الإمامين المعصومين موصياً بإعلان الحداد وتعطيل الأسواق لسبعة أيام والخروج بمسيرات سلمية احتجاجاً على هذا الاعتداء الآثم داعياً إلى عدم التعرض لمقدسات الطوائف الأخرى[16]
- : اصدر مكتب المرجع الديني الشيعي آية الله العظمى الشيخ بشير النجفي بياناً استنكر فيه الفاجعة الاليمة مؤكداً انها ضربة في صميم الإسلام مؤكداً انها محاولة خبيثة لاشعال نار الطائفية في العراق بين السنة والشيعة واعلن فيه تعطيل عمل الحوزة العلمية والحداد لمدة أسبوع[16]
- : اصدر مكتب المرجع الديني الشيعي آية الله العظمى السيد محمد سعيد الحكيم بياناً استنكارياً للفاجعة الاليمة واصفاً اياها بالجريمة الكبرى ودعا إلى الحداد لمدة أسبوع والخروج بمسيرات سلمية احتجاجاً على الاعتداء الآثم[16]
- : أصدر المرجع الديني الشيعي آية الله العظمى السيد محمود الحسني الصرخي بياناً استنكر فيه الاعتداء الهمجي الظالم على حرمات الرياض الـمقدسة الـمطهرة في سامراء، والمجزرة البشعة على الأرواح والنفوس البريئة للنساء والأطفـال والشيوخ والرجال في سامراء وباقي مدن العراق وحمل الاحتلال الأمريكي مسؤولية التفجير وطالب قوات الاحتلال بالرحيل عن العراق.[17]
- : اصدر مكتب المرجع الديني الشيعي آية الله العظمى السيد صادق الحسيني الشيرازي في كربلاء بياناً استنكر فيه الاعتداء الآثم على العتبة العسكرية ومقام الإمامين الهادي والعسكري مؤكداً انه لا ينم إلا عن روح الفتنة والرذيلة والاستهتار بالمقدسات الإسلامية لدى منفذيه ودعا إلى الحداد العام لمدة أسبوع والاحتجاج والاستنكار وبمختلف الأساليب السلمية وعدم الاعتداء على أية جهة[18]
- : أعلن التيار الصدري ورئيسه مقتدى الصدر استنكار هذه الفاجعة المروعة معلنين عن تعليق عضويتهم في البرلمان بسبب تقصير الحكومة في حماية المرقد وذلك في بيان تلاه المتحدث باسم الكتلة الصدرية فلاح شنشل طال فيه بسحب القوات الأمريكية من سامراء واجراء تحقيق مع قوات الطواريء والداخلية المكلفة بحماية الضريحين وتولي الحكومة العراقية مسؤولياتها لحماية المرقدين الشريفين من خلال استبدال القوات الحالية بقوات عراقية جديدة وتامين سامراء والطريق المؤدي إليها لإعادة فورية لبناء المرقد الشريف ليكون ذلك ردا على ماحصل وتاكيدا لوجود حكومة قادرة على أداء مهامها والوقوف إلى جانب شعبناو إعادة بناء واعمار جميع المساجد السنية والشيعية التي تضررت جراء الأعمال الارهابية[19]
- نشرَ عدنان الدليمي في الشرق الأوسط بعد الحادث بيومين قوله «إنّ الذين فجروا القبة هم المليشيات الشيعية، والسنّة كانوا يحمون هذا المرقد منذ مئات السنين، وهم سَدَنَتُه، ولكن الذين يريدون الفتنة والحرب الطائفية وجهوا أصابع الاتهام إلى السنة، وكل المظاهر تُشير إلى أنّ المسألة مدبرة، فاللافتات مجهزة والشعارات المكتوبة حاضرة».[20]
- : استنكر وزير الخارجية المصري أحمد أبو الغيط عملية التفجير في تصريح صحفي قائلاً ان مثل هذه العمليات تتنافى مع جميع المعتقدات والأديان السماوية وتهدف إلى تقويض وحدة العراقيين[15]
- : عبر كوفي عنان الأمين العام للامم المتحدة عن صدمته واسفه البالغ لوقوع هذه الجريمة الشنعاء[15]
- : أعلن مصدر رسمي سوري ان الجمهورية العربية السورية تدين بشدة الاعتداءات الاجرامية النكراء التي حدثت هذا اليوم في العراق وان التعرض الاثم للاضرحة القدسية وللمساجد والمؤسسات الدينية هو عمل يستهدف إثارة الفتنة في العراق وتمزيق وحدته الوطنية.[15]
- : ادان الأمين العام لمجلس التعاون لدول الخليج العربية عبد الرحمن بن حمد العطية التفجير الذي استهدف مرقد الإمامين الهادي والعسكري في مدينة سامراء مجددا موقف دول مجلس التعاون الرافض لمثل هذه الأعمال ونبذه للتطرف والعنف بمختلف أشكاله وصوره.[15]
- : دان وزير الخارجية اللبناني فوزي صلوخ التفجير الذي استهدف مرقد الإمامين علي الهادي والحسن العسكري في مدينة سامراء داعيا الشعب العراقي إلى الوقوف صفا واحدا والحفاظ على استقرار وامن العراق قائلاً ان هذا العمل لا يستهدف طائفة أو مذهباً معينا بقدر ما يستهدف العراق بكل مكوناته وعليه فان الرد يكون بمزيد من التمسك بوحدة وطمأنينة الشعب العراقي وسيادة العراق ودوره الرائد في المنطقة.[15]
- : شجب حسن نصر الله هذا العدوان الاثم داعياً إلى الوقوف بوجه هذا الفكر المنحرف وعدم السماح له بآيقاع الفتنة الطائفية بين أبناء الشعب العراقي والمسلمين عموما[15][21]
وصف رئيس كتلة تيار المستقبل سعد الحريري الاعتداء الذي استهدف قبة ضريح الإمام على الهادي وسط سامراء بأنه محاولة جديدة للإيقاع بين المسلمين في العراق معرباً عن استنكاره لهذا العمل الذي يناقض كل القيم الدينية والثقافية والحضارية وهو يقع ضمن محاولات التعرض للمقامات الإسلامية ورموز المسلمين في العراق[15]
- : استنكر مرشد الجمهورية الإسلامية الإيرانية السيد علي الخامنئي انتهاك حرمة ضريح الإمامين علي الهادي والحسن العسكري معلنا الحداد العام لمدة أسبوع في إيران وناشد شعوب إيران والعراق وسائر مناطق العالم أن يتحاشوا أي عمل من شأنه ان يؤدي الي التعارض والعداء بين المسلمين.[15][22]
- : ندد الرئيس الإيراني محمود أحمدي نجاد بعملية تفجير ضريح الإمامين العسكريين في سامراء وقال ان الإساءة إلى قدسية النبي محمد واستمرارها من خلال تدمير وتفجير الأماكن المقدسة التي هي موضع احترام عامة المسلمين والأحرار في العالم موشر على وجود مؤامرة مدبر لها ضد الإسلام والمسلمين.[15][23]
- : بعث أمير الكويت صباح الأحمد الجابر الصباح برقية إلى الرئيس العراقي جلال الطالباني عبر فيها عن استنكار الكويت وادانتها الشديدة لعملية التفجير التي أدت إلى تدمير القبة الذهبية وجزء كبير من مرقد الإمامين علي الهادي والحسن العسكري في مدينة سامراء مؤكداً أن هذه الأعمال التي تستهدف الأماكن المقدسة وقتل الابرياء بعيدة كل البعد عن تعاليم الدين الإسلامي الحنيف وتتنافى مع كل القيم الإنسانية[15]
- : بعث العاهل الأردني عبد الله الثاني برقية إلى الرئيس العراقي جلال الطالباني يؤكد فيها ان التعرض للمرقد يثير الغضب والاستفزاز للمشاعر وشكل إساءة لكل المسلمين من مختلف المذاهب مؤكداً وقوفه قيادة وشعباً إلى جانب العراق وشدد على أهمية المحافظة على الأماكن المقدسة وأماكن العبادة التي تحتل في وجدان المسلم مكانة دينية وتاريخية وحضارية.[15]
- : قال الناطق الرسمي باسم الحكومة الأردنية ناصر جودة إن الحكومة الأردنية تدين هذا العمل الإرهابي الجبان والمساس بالأماكن المقدسة وتدعو في الوقت نفسه كافة الأطراف في العراق الشقيق إلى ضبط النفس وإدانة الفئة المجرمة التي ارتكبت هذه الفعلة الشنيعة.[15]
- : دانت الحكومة الفرنسية بشدة عملية التفجير التي تعرض لها مرقد الإمامين علي الهادي والحسن العسكري في مدينة سامراء شمال بغدا مما أدى إلى دمار قبته الذهبية وتضرر أجزاء من المرقد عبر بيان لها اكدت فيه انها تدين بأشد لهجة ممكنة هذا الهجوم ضد أحد المواقع الأكثر قداسة في العراق للسكان من المذهب الشيعي وشدد البيان على ضرورة وضع حد لكافة الأعمال التي تنشر الكراهية والعنف بين المجتمع العراقي وخاصة الهجمات على المواقع الدينية[15]

## الحكم على منفذي العملية
بعد القبض عليهم حكمت محكمة التمييز على المتورط بالجريمة بالإعدام شنقاً حتى الموت وهو شخص تونسي يدعى الطريقي أبو قدامة التونسي واسمه الحقيقي يسري فاخر الطريقي وقد صادق عليه نائب رئيس الجمهورية العراقي خضير الخزاعي وتم تنفيذ الحكم عليه في نفس العام 2011 رغم ان السلطات التونسية طلبت من الحكومة العراقية الإفراج عنه ولاحقاً اعتقلت قوات الأمن العراقية شخص آخر يدعى محمد حسين يلقب بأبو عبد الرحمن وهو عراقي الجنسية أُتهم بالتخطيط لعملية التفجير الأولى في المرقد وقد تم القاء القبض عليه في قضاء بلد جنوبي محافظة صلاح الدين